# Сан Микеле (Фиренца)
Сан Микеле је насеље у Италији у округу Фиренца, региону Тоскана.
Према процени из 2011. у насељу је живело 49 становника. Насеље се налази на надморској висини од 349 м.